# Sông Ilim
Sông Ilim (tiếng Nga: Илим), một con sông chảy trong tỉnh Irkutsk của Liên bang Nga, sông nhánh phía hữu ngạn của sông Angara. Nó có chiều dài 589 km, diện tích lưu vực 30.300 km². Nó bắt nguồn từ cao nguyên Trung Siberi. Từ đầu nguồn tới làng Ilimsk (khoảng 220 km từ đầu nguồn) mang đặc trưng của một con sông nhỏ vùng núi còn từ sau làng này thì lòng sông được mở rộng ra. Cách cửa sông 8 km là thác Simakhinskii. Lượng nước cung cấp cho sông này chủ yếu là tuyết và mưa. Lưu lượng trung bình tại Sotnikov (52 km từ cửa sông) là 139 m³/s. Đóng băng cuối tháng 10, tan băng đầu tháng 5 năm sau. Các sông nhánh chính: Kochenga, Tuba – phía hữu ngạn; Chora – phía tả ngạn. Có thể thả bè gỗ trôi sông. Tàu thủy nhỏ đi lại được tới làng Ilimsk. Cách cửa sông 40 km người ta đã xây dựng nhà máy thủy điện Ust-Ilimskaya vào năm 1972. Trong lưu vực sông Ilim có một mỏ quặng sắt là mỏ Korshunovskoye. Từ làng Ilimsk tới sông Lena qua các sông nhỏ như sông Muka và Kuta (lưu vực sông Lena) trong giai đoạn thế kỷ 17-19 đã tồn tại đoạn kéo tàu Lenskii.